# Unun
Ein Unun (englisch unbalanced-unbalanced) ist in der Elektrotechnik und Hochfrequenztechnik ein Bauteil zur Impedanztransformation zwischen zwei unsymmetrischen Leitungssystemen. Unsymmetrisch bedeutet, dass gegen Massepotential zwei unterschiedlich große gegenphasige Wechselspannungen vorliegen. Die unsymmetrische Signalübertragung erfolgt im Wesentlichen über Koaxialkabel oder Streifenleitungen.
Häufig werden Ununs etwas ungenau als Baluns bezeichnet (beispielsweise wird ein 1:9-Unun gelegentlich als „magnetic balun“ bezeichnet), da auch Baluns häufig nicht nur zur Symmetrierung, sondern zugleich zur Impedanzanpassung verwendet werden.
In der Hochfrequenztechnik kommen Ununs typischerweise am Speisepunkt einer asymmetrischen Antenne zum Einsatz (z. B. endgespeiste Langdrahtantennen oder off-center-fed-Antennen (OCF) wie z. B. Windom-Antenne).